# Concerto para piano

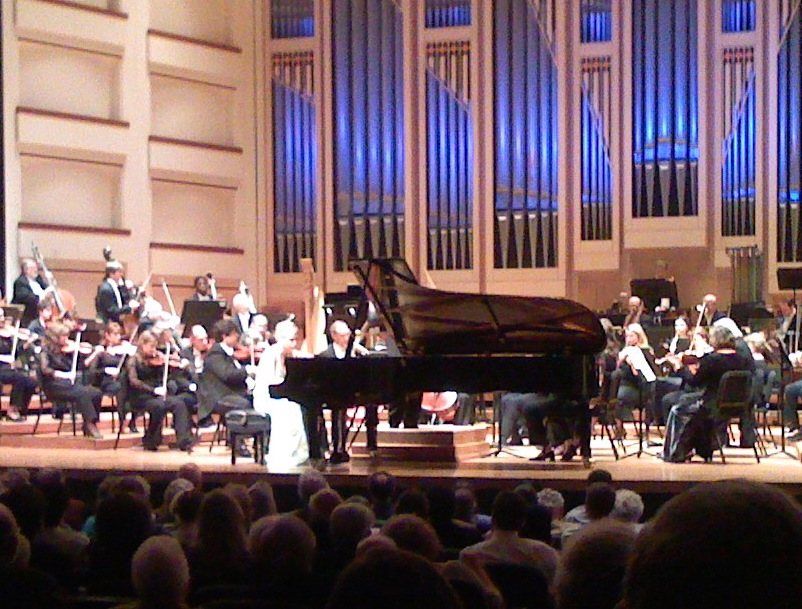
A execução de um concerto para piano envolve um piano sobre palco com a orquestra

Um concerto para piano é um trabalho escrito para piano e orquestra. Alguns desses trabalhos são ocasionalmente tocados ao piano. Joseph Haydn e Thomas Arne escreveram concertos para pianoforte ou cravo, no período em que era comum o uso destes instrumentos (no final do século XVIII).

## Ligações Externas
- Concerto para Piano em knoow.net